# Quận Fayette, Georgia
Quận Fayette là một quận trong tiểu bang Georgia, Hoa Kỳ. Quận lỵ đóng ở thành phố Fayetteville 6. Theo điều tra dân số năm 2000 của Cục điều tra dân số Hoa Kỳ, quận có dân số 91.263 người 2. Năm 2007, ước tính dân số quận này là 106.144 người.